# Dan Taylor
Dan Taylor é um especialista em efeitos especiais. Como reconhecimento, foi nomeado ao Oscar 2012 na categoria de Melhores Efeitos Visuais por Real Steel.